# Muusoctopus clyderoperi
Muusoctopus clyderoperi is een inktvissensoort uit de familie van de Enteroctopodidae. De wetenschappelijke naam van de soort werd voor het eerst geldig gepubliceerd in 1999 door O'Shea als Benthoctopus clyderoperi.